# Periodiche

Periodiche est le nom donné à Naples aux réunions organisées dans les maisons privées entre amis et parents à des fins de divertissement, typiquement entre la fin du XIXe siècle et le début du XXe siècle ; les activités menées au cours de ces réunions variaient et dépendaient du type de personnes réunies ainsi que de la classe sociale à laquelle appartenaient les participants.
En italien, « periodiche » est le féminin pluriel de « periodico », qui signifie littérallement « périodique ».

## Caractéristiques
Dans les maisons des gens aisés, les periodiche s'apparentaient à des salons littéraires et l'on y chantait des airs d'opéra ou l'on y jouait une comédie (la macchietta) pendant qu'un buffet froid était servi. Dans les maisons plus modestes, le voisinage se réunissait typiquement pour écouter des chansons et des macchiettas sur le gramophone ou un pianiste et un chanteur, tout en dégustant du tarallucci et du vin.
La spécificité de ces rencontres, qui se distinguent du simple salon, est qu'elles sont centrées sur les performances artistiques : elles sont l'occasion pour des artistes de toutes sortes (principalement des musiciens et des acteurs de théâtre) de rencontrer le public à une échelle réduite et informelle ; elles donnent de l'espace aux amateurs et aux débutants et offrent la possibilité d'expérimenter, de diffuser des chansons, des blagues, des sketches par le bouche à oreille, à une époque où la communication de masse n'était pas encore très répandue.
Un phénomène connexe est celui du « copielle », des paroles de chansons parfois accompagnées de partitions musicales rudimentaires, imprimées sur des tracts et distribuées à un coût dérisoire, parfois illégalement, qui étaient également utilisées pendant les periodiche eux-mêmes.
Alors que le copielle est un phénomène plus lié à la rue, les periodiche se déroulaient dans les foyers. Cependant, tous deux peuvent être attribués à la relation qui existait à Naples entre les productions artistiques et le public : l'artiste et son œuvre se déplaçaient et rencontraient le public dans les lieux et les moments de ses activités quotidiennes, en plus du parcours plus traditionnel où le public se rendait dans des lieux spécifiques (théâtres, concerts, etc.).
Le phénomène des periodiche a connu son apogée entre la fin du XIXe siècle et le début du XXe siècle, mais au XXIe siècle encore, à Naples, il n'est pas rare d'être invité à des réunions de ce type, où interviennent et se produisent même des personnalités reconnues du monde du spectacle, ou à des présentations de livres, des projections de films avec débat ou d'autres événements culturels.